# Arnel Jakupovic
Arnel Jakupovic (Austria, 29 de mayo de 1998) es un futbolista austríaco que juega de delantero en el N. K. Osijek de la Primera Liga de Croacia.

## Clubes
| Club                      | País      | Año       |
| ------------------------- | --------- | --------- |
| F. K. Austria Viena "II"  | Austria   | 2015      |
| Empoli F. C.              | Italia    | 2017-2020 |
| S. K. Sturm Graz (cedido) | Austria   | 2019      |
| N. K. Domžale (cedido)    | Eslovenia | 2019-2020 |
| N. K. Domžale             | Eslovenia | 2020-2023 |
| N. K. Maribor             | Eslovenia | 2023-2024 |
| N. K. Osijek              | Croacia   | 2024-     |